# Hunter Holmes Moss

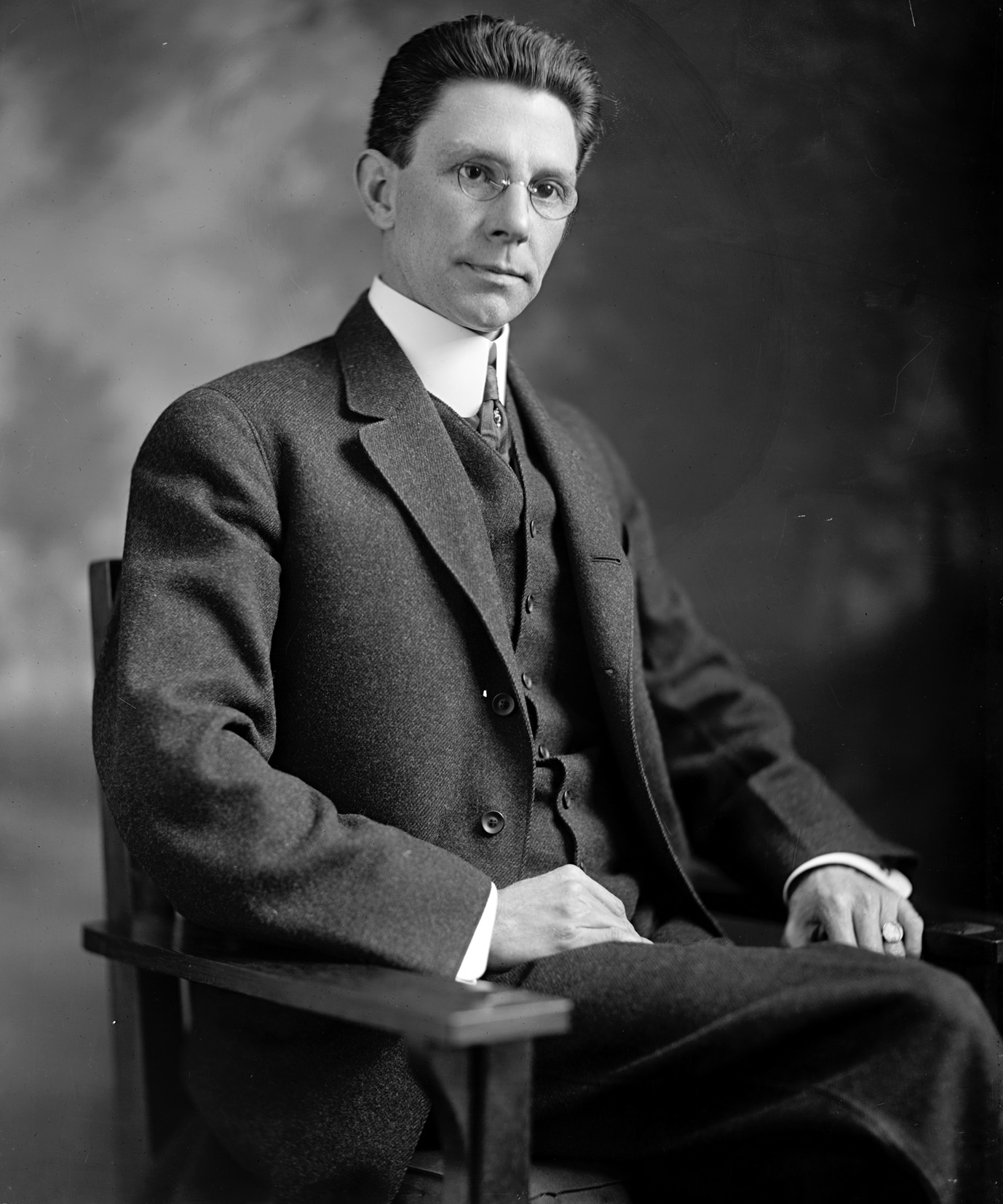
Hunter Holmes Moss

Hunter Holmes Moss (* 26. Mai 1874 in Parkersburg, Wood County, West Virginia; † 15. Juli 1916 in Atlantic City, New Jersey) war ein US-amerikanischer Politiker. Zwischen 1913 und 1916 vertrat er den vierten Wahlbezirk des Bundesstaates West Virginia im US-Repräsentantenhaus.

## Werdegang
Hunter Moss besuchte die öffentlichen Schulen seiner Heimat und arbeitete in seiner Jugend bei einer Bank. Nach einem Jurastudium an der West Virginia University in Morgantown und seiner im Jahr 1896 erfolgten Zulassung als Rechtsanwalt begann er in Parkersburg in seinem neuen Beruf zu arbeiten. Zwischen 1900 und 1904 war er Bezirksstaatsanwalt im Wood County; von 1904 bis 1912 war er Richter im vierten Gerichtsbezirk von West Virginia.
Moss war Mitglied der Republikanischen Partei. Bei den Kongresswahlen des Jahres 1912 wurde er im vierten Distrikt von West Virginia in das US-Repräsentantenhaus in Washington, D.C. gewählt, wo er am 4. März 1913 die Nachfolge des Demokraten John M. Hamilton antrat. Nach einer Wiederwahl im Jahr 1914 konnte er sein Mandat im Kongress bis zu seinem Tod am 15. Juli 1916 in Atlantic City ausüben. Während seiner Zeit im Kongress traten der 16. und der 17. Verfassungszusatz in Kraft. Hunter Holmes Moss wurde in seiner Geburtsstadt Parkersburg beigesetzt.